# Muhammad Ossimij

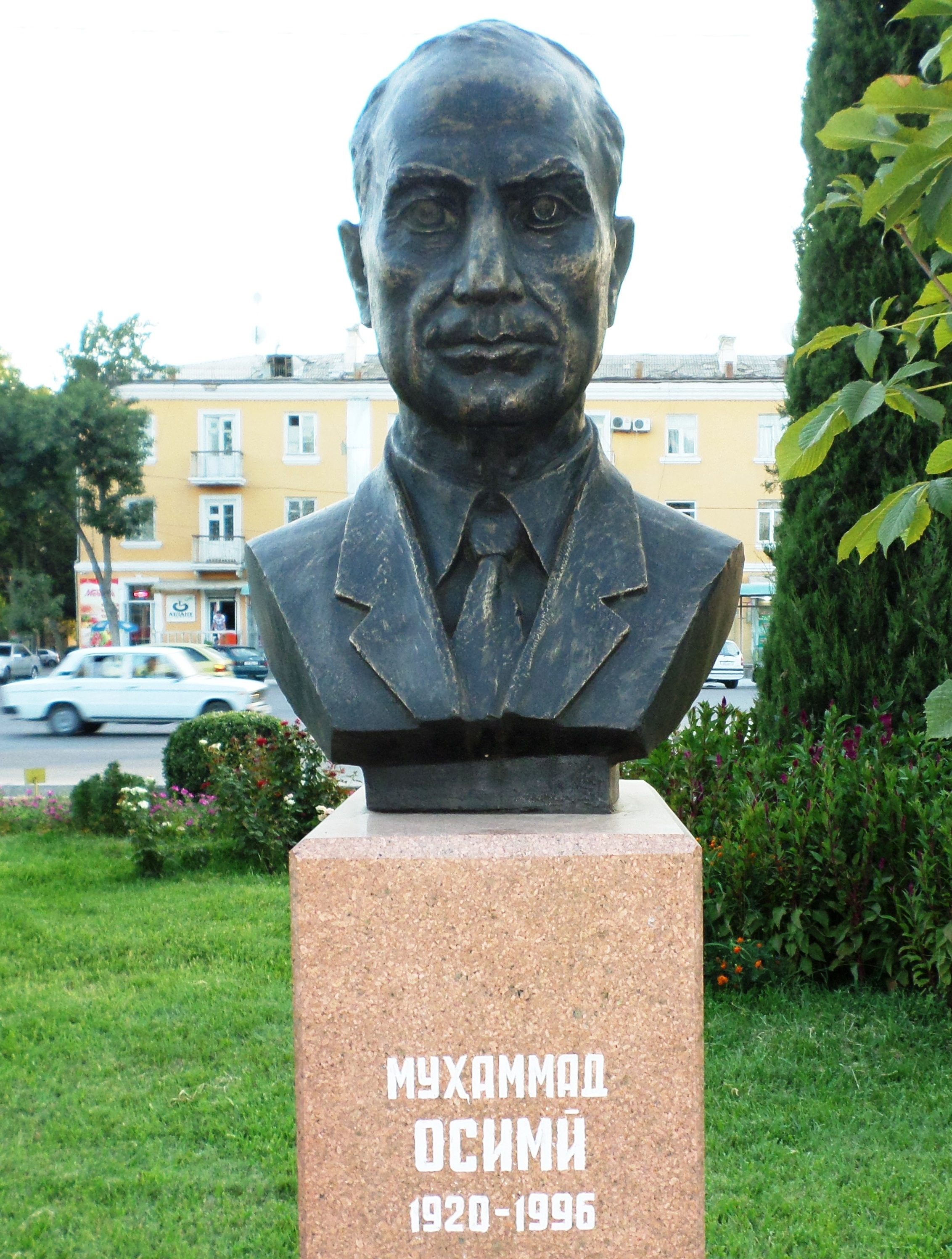
Muhammad Ossimij (1920–1996)

Muhammad Ossimij (tadschikisch Муҳаммад Осимӣ, russisch Мухамед Сайфитдинович Асимов Muchamed Saifitdinowitsch Assimow, englisch Muhammad Seyfeydinovich Asimov, auch Muḩammad Asimī, Moḥammad ʿĀṣemi; * 25. August 1920 in Chudschand, Turkestanische ASSR; † 26. Juli 1996 in Duschanbe, Tadschikistan) war ein sowjetisch-tadschikischer Politiker, Philosoph und Orientalist. Er war Präsident der Tadschikischen Akademie der Wissenschaften.

## Leben und Wirken
Asimov wurde am 25. August 1920 in Chudschand, damals Turkestanische ASSR, geboren. Er studierte Physik an der Universität von Samarkand. Sein Interesse und seine Studien führten ihn in die Bereiche Philosophie und Geschichte und andere Facetten der Kultur. Er ist u. a. Verfasser eines Russisch-tadschikischen terminologischen Wörterbuchs der Philosophie (Duschanbe, 1966), schrieb über die Entstehung und Entwicklung des philosophischen Denkens (Duschanbe, 1970), über Avicenna und die Weltkultur (Zeitschrift Die Völker Asiens und Afrikas, 1980 № 5) und den Historischen Fortschritt der sozialistischen Nationen (Moskau, 1987).
Seit 1945 war er Mitglied der KPdSU sowie Mitglied des Zentralkomitees der Kommunistischen Partei Tadschikistans. 1946–1952 war er stellvertretender Direktor des Pädagogischen Instituts in Leninabad. 1956–1962 war er Rektor des Polytechnikums in Stalinabad, das 1997 postum nach ihm benannt wurde. Er war Bildungsminister der Regierung von Tadschikistan im Jahre 1962 und bis zu seinem Ruhestand im Jahr 1991 Präsident der Tadschikischen Akademie der Wissenschaften. Seit 1945 war er korrespondierendes Mitglied der Akademie der Wissenschaften der UdSSR und wurde nach der Auflösung der Sowjetunion 1991 korrespondierendes Mitglied der Russischen Akademie der Wissenschaften.
Die Förderung der persischen Sprache und Literatur war ihm ein großes Anliegen. Er verfügte über einen reichen Schatz von klassischen Versen und Sprichwörtern in seiner Muttersprache. Er schrieb Arbeiten über persische Dichter wie Hafis, Dschāmi und Bidil und war Redaktionsleiter der kyrillischen Ausgabe von Firdausis Schahname, das 1987 in neun Bänden in Duschanbe herausgegeben wurde. Er erhielt 1983 den Internationalen Nehru-Preis für seinen Beitrag zur Freundschaft unter den Völkern. Im Jahr 1990 gründete er die Payvand (Пайванд)-Gesellschaft, eine kulturelle Organisation für gelehrte Beziehungen zwischen den persischsprachigen Völkern, wofür er bis zu seinem Tod aktiv war. Er wurde am 26. Juli 1996, im Verlauf des Tadschikischen Bürgerkriegs, von Unbekannten auf dem Weg zur Arbeit in Duschanbe erschossen.
Er wurde mit dem Leninorden und dem Orden des Roten Banners der Arbeit ausgezeichnet. Für seine Teilnahme am Deutsch-Sowjetischen Krieg erhielt er die Medaille „Für die Verteidigung Leningrads“ und die Medaille „Sieg über Deutschland“.

## Publikationen (Auswahl)
- History of Civilizations of Central Asia, Vol. IV: The age of achievement: AD 750 to the end of the fifteenth century – Part One: The historical, social and economic setting (hgg. von Muhammad Seyfeydinovich Asimov und Clifford Edmund Bosworth), Paris 1998 (General and Regional Histories)